# コロンビア盲聾唖教育施設
コロンビア盲聾唖教育施設（ころんびあもうろうあきょういくしせつ、The Columbia Institution for the Deaf, Dumb, and Blind）は、ケンドール初等聾学校(Kendall Demonstration Elementary School)の前身となった学校である。
1857年6月3日開校し、4人の盲児と4人のろう児の計8人の生徒が入学した。慈善家のエイモス・ケンドールがろう児を引き取って所有の土地の一角に施設を建てて教育を始めたのが本格的な開校のきっかけとなった。建物とともに寄贈された土地は、現在ギャローデット大学のキャンパスにあり、「ケンドール・グリーン」と呼ばれている。
学校の運営を始めるにあたって、ケンドールは初代校長に20歳のエドワード・マイナー・ギャローデットを迎えた。最初の教師を採用したのは、ジェームス・デニソンというろう者で、コネティカット聾唖教育施設（現在のアメリカ聾学校）で教育を受け、当時そこで教師をしていたギャローデットと親しかった縁でワシントンDCに赴いた。ジェームス・デニソンは、のちに校長を務めた(1869 - 1909)。